# Andilly (Meurthe-et-Moselle)
Andilly település Franciaországban, Meurthe-et-Moselle megyében. Lakosainak száma 281 fő (2022. január 1.). Andilly Bouvron, Francheville, Manoncourt-en-Woëvre, Ménil-la-Tour és Royaumeix községekkel határos.

## Népesség
A település népességének változása:
| Lakosok száma | 202  | 190  | 205  | 269  | 285  | 283  | 286  | 288  | 287  | 281  |
|               | 1968 | 1982 | 1990 | 2006 | 2013 | 2015 | 2017 | 2019 | 2020 | 2022 |